# Ligne Tōbu Kameido
La ligne Tōbu Kameido (東武亀戸線, Tōbu Kameido-sen) est une courte ligne ferroviaire de la compagnie privée Tōbu à Tokyo au Japon. Elle relie la gare de Hikifune à celle de Kameido. C'est une branche de la ligne Skytree.
Sur les cartes, la ligne Tōbu Kameido est de couleur bleue et les stations sont identifiées par les lettres TS suivies d'un numéro.

## Caractéristiques

### Ligne
- Longueur : 3,4 km
- Ecartement : 1 067 mm
- Alimentation : 1 500 Vcc par caténaire
- Nombre de voies : Double voie

### Tracé
|  |

### Liste des gares
La ligne comporte 5 gares.
| Numéro | Gare                | Nom japonais | Distance (km) | Correspondances     | Arrondissement |
| ------ | ------------------- | ------------ | ------------- | ------------------- | -------------- |
| TS-04  | Hikifune            | 曳舟         | 0             | Tōbu : Skytree      | Sumida         |
| TS-41  | Omurai              | 小村井       | 1,4           |                     | Sumida         |
| TS-42  | Higashi-Azuma       | 東あずま     | 2,0           |                     | Sumida         |
| TS-43  | Kameido Suijin (ja) | 亀戸水神     | 2,7           |                     | Kōtō           |
| TS-44  | Kameido             | 亀戸         | 3,4           | JR East : Chūō-Sōbu | Kōtō           |

### Liens externse
- (ja) Détail de la ligne Kameido sur le site de la compagnie Tōbu
- (en) Diagramme de la ligne